# Paula Levermann

Paula Levermann 1901

Paula Levermann verheiratete Paula Pahlau (* 4. März 1870 in Hamburg; † 23. März 1942 in Berlin) war eine deutsche Theater- und Stummfilmschauspielerin.

## Leben
Paula Levermann wurde von Auguste Schönfeld als Schauspielerin ausgebildet und begann ihre Theaterlaufbahn 1889 am Stadttheater in Rostock. Danach war sie in Lübeck (1889), am Residenztheater in Hannover (1890) und in Köln (1891) engagiert. Sie war 1892 an der August-Junkermann-Tournee (bis New York) beteiligt. Gemeinsam mit ihrem Ehemann Otto Pahlau war sie von 1894 bis 1898 Mitglied des Schillertheaters in Berlin. Von 1900 bis 1901 wirkte sie am Berliner Secessionstheater und ging dann ans Residenztheater. Dort wirkte sie zwei Jahre, anschließend war Paula Levermann weitere zwei Jahre am Berliner Theater engagiert. Es folgten weitere Verpflichtungen in der Hauptstadt, u. a. am Neuen Theater, am Lustspielhaus und am Trianontheater.
Erfolge feierte die Künstlerin in jungen Jahren in Rollen als naive Liebhaberin, wie als „Herma“ in „Berühmte Frau“, „Lorle“, „Grille“, Käthchen von Heilbronn. Von 1913 bis 1918 wirkte Paula Levermann überdies in einigen Stummfilmen mit. Nach dem Ende des Ersten Weltkriegs war Levermann nur noch gelegentlich fest engagiert, ehe sie sich ins Privatleben zurückzog.

## Filmografie
- 1913: Mein Leopold
- 1916: Florians Tante
- 1916: Mutter Erde
- 1918: Und hätte der Liebe nicht